# Стела Толомеи
Стèла Толомèи на италиански: Stella de’ Tolomei; Stella Tolomei) или Стела дел Асасѝно (на итал. Stella dell'Assasino; * ок. 1386; † 11 юли 1419, Ферара) е италианска благородничка и метреса на Николо III д’Есте, маркграф на Ферара, Модена и Реджо.

## Произход
Стела произлиза от кадетски клон на рода на Толомеите, която е от най-старите в Сиена и според легендата води началото си от македонската династия на Птолемеите, която векове наред управлява като фараони Египет. Фамилията е спомената в документи още през 1121 г. в Сиена и чрез външна търговия натрупва големи богатства.
Данте Алигиери в своята „Божествена комедия“, в петата песен на „Чистилище“, разказва за трагичната съдба на Пия Толомеи, хвърлена от прозореца на замъка си от нейния съпруг Нело дей Панокиески, така че той да може да се ожени за друга. Дворецът „Толомеи“, който се намира на едноименния площад в Сиена, също дава указание за възрастта и репутацията на семейството, тъй като се появява в документи още през 1205 г. и следователно се счита за най-старата частна къща, все още съществуваща в Сиена (днес банка). 
Нейният баща Джовани Толомеи е учен по право и вторият подест на Ферара, известен със своята справедливост.
Във Ферара фамилията носи името „Толомеи дел Асасино“, което се дължи на факта, че Джовани Толомеи, напуснал Сиена поради вътрешните борби между благородническите семейства, временно живее в град Асизи в Умбрия и допълнителната фамилия произлиза от изопаченото име на този град.

## Биография

### Младежки години
Според съвременните ѝ хронисти Стела получава всестранно образование в съответствие с разпространяващия се хуманизъм на епохата и в същото време религиозно възпитание, което съответства на сериозния характер на баща. Следователно тя се интересува от знания, културни и религиозни въпроси, но малко от социалния живот.
Когато е на 17 г., около 1403 г., тя среща маркграф Николо III д’Есте. Това той е около 20-годишен образован кавалер, който като господар на Ферара, Модена и Реджо е един от най-влиятелните принцове в Северна Италия. През 1397 г., т.е. на 13-годишна възраст, по политически причини неговите настойници го женят за 15-годишната Джильола да Карара. Джильола е дъщеря на Франческо Новело да Карара, който участва от 1388 до 1406 г. в управлението на Падуа и съседните територии. Този брак не е щастлив, тъй като Джильола е не само болнава, но е и стерилна и в резултат на това Николо няма законен наследник. За разлика от това Николо е толкова известен със своите любовни авантюри, че според съвременната нему „Хроника на Калафино“ е имал 800 любовници през живота си. Носи се и поговорката „Di qua e di la del Po, tutti figli di Niccolò“ („От двете страни на река По всичките са деца на Николо“).

### Връзка с Николо III
Въпреки това между Николо и Стела изненадващо се развива много трайна и любяща връзка. Когато Николо за първи път среща Стела, той както винаги се възпламенява. Той, който се смята за неустоим като лъчезарен рицар и владетел, за първи път се сблъсква с феномен, с който не е свикнал: красота, съчетана с добродетел, която не подлежи на натиск от негова страна. Следователно съпротивата, която Стела оказва на неговите аванси, особено му се харесва, което го кара да направи всичко по силите си, за да я спечели.
След дълго колебание Стела се предава, защото самата тя е очарована от Николо като човек и вероятно е впечатлена от великолепието на двора му и от обещанията, които той ѝ дава. Той я уверява, че в случай на смърт на болнавата му съпруга ще се ожени за нея, правейки децата, родени от връзката им, законни наследници на маркграфството.

### Официална метреса на Николо III
След като Стела е убедена от Николо III, маркграфът прави красива къща за нея на ул. „Камело“ във Ферара през 1403 г., след което тя се мести там от дома на родителите си. Съпругата на Николо се примирява с това и приема тази официална връзка от чувството на вина и не на последно място, защото това е дълбока и трайна връзка: през 1405 г. Стела най-накрая ражда така желания наследник на трона. Тя ражда четири деца на своя любовник, включително трима сина, предназначени да наследят баща си: Уго през 1405 г., Леонело през 1407 г. и Борсо през 1413 г. Те са третирани като законородени деца: кръщенето на Уго е отпразнувано с големи разходи на празненство, на което присъстват не само целият двор и пратениците на приятелските княжески домове, но и кардиналът легат, който идва специално от Болоня.
Стела трябва да е била не само особено красива жена, но и много привлекателна, тъй като цяла Ферара говори за нея с възхита и я смята за естествена партньорка на маркграфа. Забравено е, че той има законна съпруга, която, унизена от безплодието си, живее в аскетична самота и се отдава на милосърдни дела. Особеността на тази връзка се показва от факта, че тя продължава цели 14 години въпреки изневерите на Николо: Катерина дели Албарезани, дъщеря на лекар от Ферара, му ражда син Мелиадузе през 1405 г., а омъжената Филипа дела Тавола му ражда три или четири деца. Съвременниците не намират достатъчно думи, за да възхвалят Стела и ѝ приписват всички възможни добродетели: утеха на бедните, справедливост, благоразумие, скромност, великодушна и "pudicitiae flos" - цветето на скромността.
Стела живее заобиколена от децата си в голямата си къща във Ферара, участвайки в многобройните празненства и несъмнено ползвайки се от провинциалните замъци на Есте, които са част от обширните имоти на Есте и благодарение на големите си градини са са използвани за веселие и почивка. По време на управлението на Николо III д'Есте са построени две нови летни дворци: Белригуардо в района на Вогера, в който по-късно отсядат Пиетро Бембо и Торкуато Тасо, и Консандоло. Николо възстановява и великолепния дворец на Канал Гранде, който той получава от Венецианската република през 1381 г. за извършена военна служба и който остава свързан с Есте до XVIII век под името Фонтенго/Фондако дей Турки, който съществува и до днес. Стела вероятно използва този дворец при пътуванията си до Венеция и вероятно е там, когато Николо пътува до Венеция през 1415 г., за да вземе участие в голям турнир на площад Сан Марко с 200 рицари. През 1400 - 1403 г. този представителен дворец служи и за настаняване на императора на Византия Мануил II Палеолог. 
По отношение на модата Франция дава тона за Ферара и от Париж са доставени многобройни мебели, спално бельо и сребро за украса на маса. Николо нарежда да се направят гоблени с неговия герб в Брюге и кара група църковни певци да дойдат от Фландрия. Тъй като гоблените от Фландрия са много скъпи, той основава фабрика във Ферара, която ги произвежда по фламандски образец. 
Въпреки че Николо няма много задълбочено класическо образование, той се интересува от френската култура на времето, която се култивира в неговия двор, което отговаря на интересите на Стела. За големия брой ръкописни книги, много от които са украсени с миниатюри, Николо създава библиотека в една от кулите на Замъка на Есте във Ферара - Кула „Рингоболо“, която е на разположение на Стела. От оцелелия библиотечен каталог, датиращ от 1474 г., може да се види, че любимото четиво на двора очевидно са „Istorie francesi“, т.е. френските рицарски романи, от които има голям брой. Например историята на Свещения Граал, пророчествата на Мерлин, Ланселот, Хрониките на Св. Дени и др. В библиотеката има и италиански преводи на произведението „De mulieribus claris“ („За известните жени“) на Джовани Бокачо и книгата на Франческо Петрарка „De viris illustribus“ („За известните мъже“). Тези книги са редовна тема на разговор, защото се четат на глас. Модата стига толкова далеч, че децата на Николо III често получават имена на герои от тези истории:  Мелиадузе, Джиневра, Риналдо, Изота и др.

### Разочарование на Стела
Децата на Стела израстват в обещаващи младежи. На 16 февруари 1416 г. от чума най-сетне умира съпругата на маркграф Николо III Джильола да Карара, за голяма скръб на бедните в града, на които е благодетелка. Съпругът ѝ вероятно е не толкова натъжен, както и Стела Толомеи, която най-накрая вижда момента, в който може да излезе от ролята на любовница и да поеме обещаната ѝ роля на законна съпруга и маркграфиня. Това е не само нейното собствено желание, но е и в съответствие с общите очаквания, тъй като връзката съществува от близо 14 години, тя ражда на суверена трима обещаващи сина като възможни наследници и е универсално популярна със своето достойнство, образование и доброта.
Маркграф Николо III обаче решава да си даде малко време, за да вземе решение. За да се дистанцира от нещата, да разшири кръгозора си и да посрещне своите понякога интензивни религиозни нужди, той обича да ходи на поклонения. Още през 1413 г., придружен от 50 придворни и приятели, включително Алберто I дела Скала и Фелтрино Боярдо, когото Николо III прави граф на Скандиано през 1423 г. и който е дядо на известния поет Матео Мария Боярдо, той предприема 3-месечно поклонение в Светите земи. След смъртта на съпругата си той изпитва нужда от ново поклонение, независимо дали в благодарност за освобождението от брачното иго, като благодарност за края на чумата или в изкупление на твърде очевидните си грехове. По пътя той посещава своя приятел кондотиера Андреа Малатеста в Чезена, който е там с третата си съпруга Поликсена Сансеверино и с дъщеря си от втория си брак Паризина Малатеста.

### Брак на Николо с Паризина Малатеста
Срещата с 13-годишната Паризина Малатеста впечатлява толкова 35-годишния Николо III, че той забравя за обещанията си към Стела Толомеи и поисква ръката ѝ от баща ѝ. Освен емоционалните съображения обаче може да са изиграли роля и стратегически такива, тъй като в бурни времена родството с Дом Малатеста, който редовно се отличава със способни кондотиери, би могло да бъде от решаващо значение. Женитбата се чества с голяма помпозност във Ферара на 20 април 1418 г. За Стела обаче тържествата са драма, тъй като не са за нейната дългоочаквана сватба, а за тази на 13-годишната ѝ съперница, на която трябва да отстъпи това, което смята за свое от години. Също толкова неентусиазирани са нейните синове, които са приблизително на същата възраст като мащехата си и които се страхуват, не без причина, че Паризина може да роди законен наследник, който да оспори обещаното наследство на баща им.

### Смърт
Докато Паризина, чрез своята младост и чар, бързо печели приятелството и възхищението на двора във Ферара, Стела се оттегля от двора, разочарована, отчаяна от собствената си съдба и загрижена за тази на синовете си. Тя се разболява от мъка и умира на 11 юли 1419 г. на около 33 г., както казва един летописец, „с разбито сърце“. Погребана е във Ферара във францисканската църква. Мнозина съжаляват за смъртта ѝ, сред които вероятно и маркграф Николо III, и някои, като хрониста Калефини, открито възхваляват нейните качества: „Колко красива и добра беше тя! - На всяка добродетел тя носеше короната“.
Стела поне е пощадена от драмата на забранената любов на сина ѝ Уго с неговата мащеха Паризина и обезглавяването им по нареждане на Николо III на 21 май 1425 г. Но тя също не успява да види блясъка на другите си синове: Леонело, който наследява баща си като маркграф, и Борсо, който наследява Леонело и става първият херцог на Ферара, Модена и Реджо. Леонело и Борсо са легитимирани от папа Евгений IV и стават маркизи на Ферара след смъртта на баща си, изгонвайки законните деца на Николо Ерколе и Сиджизмондо, родени от третия му брака с Ричарда да Салуцо. Борсо през 1471 г. получава инвеститурата на херцогството.
Къщата във Ферара, която  Николо III определя за свой дом през 1403 г., все още напомня за Стела. Въпреки няколко ремонта къщата на ул. Камело 15 във Ферата е все още е известна днес като „Домът на Стела“ (Casa di Stella dell'Assassino). Към 2022 г. домът е общинско пространство, където се организират конференции и политически и културни инициативи с важни представители на лявата култура.

## Брак и потомство
Не се омъжва. 
От Николо III д’Есте (* 1393, † 1441), маркграф на Ферара, Модена и Реджо, има четири извънбрачни деца, сред които трима сина и една дъщеря:
- Уго д'Есте, познат и като Уго Алдобрандино (* 1405, Ферара, † 21 май 1425, пак там)[9]. Любимец и определен за наследник на баща си, той е обезглавен по негово нареждане поради връзката му с мащехата му Паризина Малатеста.
- Леонело/ Лионело д’Есте (* 21 септември 1407, Ферара, † 1 октомври 1450, палат Делиция ди Белригуардо, Вогера).[9][10] Узаконен от папата през 1429 г. През 1441 г. наследява баща си като маркиз на Ферара, господар на Модена, Реджо, Полезине и Гарфаняна. ∞ 1. януари 1435 за Маргерита Гондзага († 7 юли 1439), дъщеря на Джанфранческо I Гондзага, маркграф на Мантуа, и на съпругата му Паола Малатеста. 2. 20 май 1444 за Мария Арагонска († 9 декември 1449), извънбрачна дъщеря на Алфонсо V, крал на Арагон, и Джиралдина Карлино, от която има един син. Има и един извънбрачен син.

- Борсо д’Есте (* 24 август 1413, † 19 август 1471, Ферара).[9][10] Узаконен, наследява брат си Леонело през 1450 г. като господар на Ферара, Модена и Реджо. Номиниран от императора 1452 за 1-ви херцог на Модена и Реджо. Издигнат от папата 14 април 1471 г. в херцог на Ферара.
- Орсина д'Есте, ∞ 1. за Алдобрандино Рангони от Модена, юрист, син на кондотиера Якопо Рангони 2. за Николо II Малатеста, нар. Коко († 1464, Флоренция), от когото има един син 3. за Андреа Гуаленго, общински съветник